# Pablo Galdón
Pablo Galdón (* 28. November 1985 in Gálvez) ist ein argentinischer Tennisspieler.

## Karriere
2004 wurde das erste Jahr für Galdón, in dem er recht regelmäßig Profiturniere spielte. Er spielte u. a. sein erstes Match auf der zweithöchsten Turnierebene, der ATP Challenger Tour, und stand im Einzel und Doppel jeweils in den Top 1000 der Weltrangliste. Bis zum Jahr 2010 spielte Galdón fast ausschließlich Matches auf der ITF Future Tour. Auf dieser gewann er 2005, 2007 und 2009 jeweils einen Titel, 2008 gewann er drei Titel. 2010 erzielte er schließlich öfter gute Ergebnisse und erreichte gleich sechs Finals bei Futures, von denen er drei gewann. Dadurch kam er in der Weltrangliste erstmals in die Top 300 und damit in den Punktebereich, ab dem er auch vermehrt an Challengers teilnehmen kann. In Asunción und Cali konnte er auch die ersten Male in ein Challenger-Viertelfinale einziehen.
Im Jahr 2011 kam der Argentinier zu seinem einzigen Einsatz auf der ATP World Tour. Bei seinem Heimturnier in Buenos Aires ging er bei der Qualifikation an den Start und zog nach drei Siegen ins Hauptfeld ein, wo er am Setzlistenersten und späteren Turniersieger Nicolás Almagro scheiterte. Bis Mitte des Jahres spielte er wieder weniger Challengers und erreichte zwei Finals bei Futures, von denen er eines gewann. Im Juli stand er mit Platz 222 in der Weltrangliste auf seinem Karrierehoch. Im Doppel erreichte er nach einem Finaleinzug beim Challenger in Bucaramanga im August 2011 mit Platz 231 seine höchste Platzierung. Neben einem weiteren Finale ein Jahr später in Bercuit gewann er insgesamt sechs Doppel-Futuretitel. Im Einzel versuchte er fünf weitere Male sich bei einem ATP-World-Event sowie zwei Male bei einem Grand-Slam-Turnier zu qualifizieren, was ihm jedoch nicht gelang. 2012 stand er noch zweimal in einem Challenger-Viertelfinale, sodass er das Jahr auf Platz 329 beendete. 2013 gewann er den letzten seiner 14 Futuretitel und verlor in der Rangliste an Platzierungen. 2014 spielte er seine letzten Matches.